# Jardín Botánico de la Escuela Nacional de Veterinaria de Alfort
El Jardín Botánico de la Escuela Nacional de Veterinaria de Alfort (en francés Jardin botanique de l'École nationale vétérinaire d'Alfort) es un jardín botánico administrado por la École nationale vétérinaire d'Alfort, Francia. 
El código de identificación del Jardin botanique de l'École nationale vétérinaire d'Alfort  como  miembro del "Botanic Gardens Conservation Internacional" (BGCI), así como las siglas de su herbario es ALFOR.

## Localización
El jardín botánico se encuentra en los terrenos de la escuela de veterinaria « École nationale vétérinaire d'Alfort » 
Jardin botanique de l'École nationale vétérinaire d'Alfort n.º 7, avenue du Général de Gaulle, Maisons-Alfort, Département de Val-de-Marne, Île-de-France, Francia.
Planos y vistas satelitales.48°48′45.36″N 2°25′30″E / 48.8126000, 2.42500
Se encuentra abierto al público, cobrando una tarifa de entrada.

## Historia
El jardín fue establecido por primera vez en 1766 como el jardin des plantes (jardín botánico) de la escuela, bajo la dirección de Honoré Fragonard, y en 1771 comenzó a clasificar las plantas según el sistema botánico de Joseph Pitton de Tournefort (1656-1708).
En 1801 comenzó a especializarse en el cultivo del gusano de seda y en la producción de miel. Para el año 1882, cuando hubo un traslado del "jardín de hierbas", en su catálogo contenía cerca de 1.600 especies clasificadas según el "Sistema de Baillon". 
Durante la Primera Guerra Mundial el jardín fue reconvertido para cultivar verduras, aunque fue restaurado posteriormente, su área quedó reducida en unos 4.000 m² en 1930. 
La restauración del jardín comenzó en 1960 y aceleró en el final de la década de 1970, teniendo como fecha de su refundación en 1985.

## Colecciones
En la actualidad el jardín botánico contiene colecciones de hierbas así como de plantas medicinales, plantas utilizadas como insecticidas y plantas tóxicas. 
Con una colección particularmente importante de las plantas melíferas (usadas para miel) y colmenas, así como un banco de semillas que contiene 1.813 accesiones que representan a 1700 especies (en fecha del año 1994).